# 織田村
織田村（おだむら）は奈良県磯城郡にあった村。現在の桜井市北西部、大和川両岸、桜井線三輪駅の北方一帯にあたる。

## 地理
- 河川 ： 大和川

## 歴史
- 1889年（明治22年）4月1日 - 町村制の施行により、芝村・箸中村・大西村・大泉村・茅原村の区域をもって式上郡織田村が発足。
- 1897年（明治30年）4月1日 - 郡制の施行のため、所属郡が磯城郡に変更。
- 1955年（昭和30年）7月10日 - 三輪町・纏向村と合併して大三輪町が発足。同日織田村廃止。

## 交通

### 鉄道路線
村域を日本国有鉄道の桜井線が通過したが、駅は所在しなかった。三輪駅が至近に所在。

### 道路
- 国道169号